# Phagocata crenophila
Phagocata crenophila är en plattmaskart som beskrevs av Carpenter 1969. Phagocata crenophila ingår i släktet Phagocata och familjen Planariidae. Inga underarter finns listade i Catalogue of Life.